# Andreas Leupold

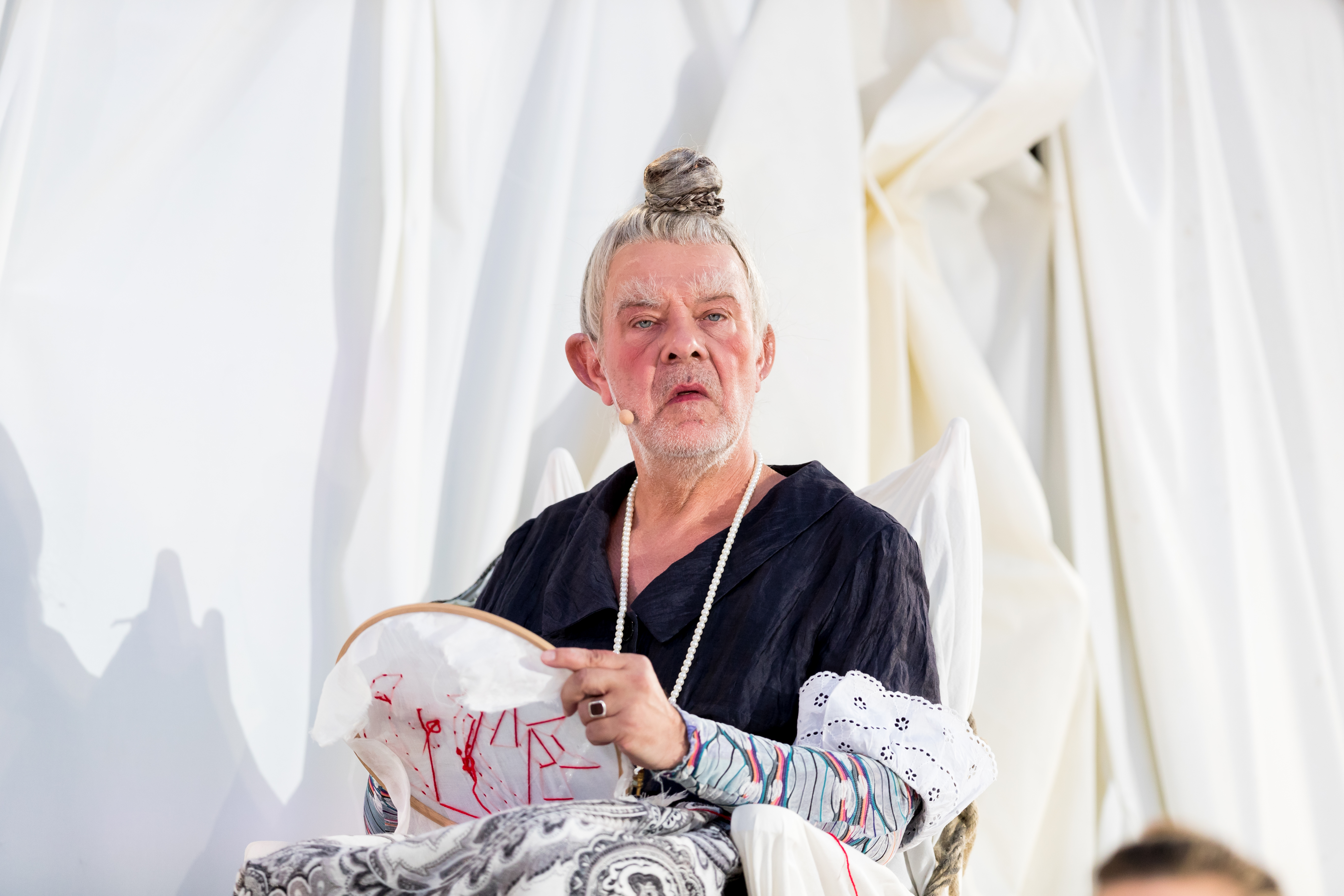
Andreas Leupold 2019 als Ute bei den Nibelungenfestspielen

Andreas Leupold (* 1959 in Ost-Berlin) ist ein deutscher Schauspieler und Hörspielsprecher.

## Leben
Nach dem Abitur machte Andreas Leupold eine Ausbildung an der Fachschule für Gesundheits- und Sozialwesen in Potsdam und arbeitete als Sozialfürsorger. Über ein Senatsstipendium für Fotografie kam er zur Schauspielerei und spielte an der Vorpommerschen Landesbühne Anklam erste Rollen. Von 1994 bis 1998 war er am Theater Nordhausen engagiert, wo er den Regisseur Armin Petras kennenlernte. 1999 wechselte Leupold an das Staatstheater Kassel, ehe er über das Schauspiel Frankfurt an das Berliner Maxim-Gorki-Theater kam, dessen Ensemble er von 2006 bis 2013 unter der Intendanz Petras‘ angehörte. Mit Beginn der Spielzeit 2013/14 folgte Leupold Armin Petras an das Staatstheater Stuttgart. Seit 2018 ist er als freier Schauspieler tätig. In der Spielzeit 2023/24 ist Andreas Leupold im Theater Bonn in Der aufhaltsame Aufstieg des Arturo Ui zu sehen.
Seit Ende der 1990er-Jahre ist Leupold auch ein vielbeschäftigter Film- und Fernsehschauspieler und war bislang in zahlreichen Produktionen zu sehen, darunter bekannte Krimiserien wie die SOKOs aus Wismar, Leipzig und Stuttgart, einige Tatort-Folgen sowie prämierte Streifen wie Kriegerin und Lux – Krieger des Lichts. Daneben arbeitet Leupold für den Hörfunk.
Andreas Leupold ist mit seiner Schauspielkollegin Abak Safaei-Rad verheiratet, gemeinsam haben sie einen Sohn (* 2013).

## Filmografie (Auswahl)
- 1998: Lola und Bilidikid
- 1999: Ich habe nein gesagt
- 2006: Blond: Eva Blond! – Der sechste Sinn
- 2006: Tatort: Das letzte Rennen
- 2006: Bettis Bescherung
- 2008: Unschuldig – Machtspiele
- 2009: Notruf Hafenkante – Wo ist Mama?
- 2009: Schuldig
- 2009: Human Centipede – Der menschliche Tausendfüßler
- 2010: Frösche petzen nicht
- 2010: Stolberg – Eine Frage der Ehre
- 2010: SOKO Leipzig – Tod per Post
- 2011: SOKO Wismar – Nachtzug nach Wismar
- 2011: Stilles Tal
- 2011: Kriegerin
- 2011: Die Summe meiner einzelnen Teile
- 2011: Ein starkes Team – Gnadenlos
- 2011: Tatort: Schwarze Tiger, weiße Löwen
- 2012: Lösegeld
- 2012: Die Besucher
- 2013: Tatort: Gegen den Kopf
- 2013: Letzte Spur Berlin – Freundschaftsdienst
- 2014: Tatort: Großer schwarzer Vogel
- 2015: Stralsund: Der Anschlag
- 2015: Tatort: Der Inder
- 2016: Sag mir nichts
- 2017: SOKO Stuttgart – Spielfeld des Todes
- 2017: Brüder
- 2017: Lux – Krieger des Lichts
- 2017: Tatort: Kopper
- 2018: In den Gängen
- 2018: Kruso
- 2018: Labaule & Erben
- 2019: In aller Freundschaft – Die jungen Ärzte – Mit letzter Kraft
- 2019: Tatort: Falscher Hase
- 2019: Harter Brocken: Der Geheimcode
- 2020: Nicht tot zu kriegen
- 2021: Lieber Thomas
- 2021: Die Heiland – Wir sind Anwalt – Tod im Schilf
- 2021: Tatort: Alles kommt zurück
- 2022: Letzte Spur Berlin (3 Folgen)[5]
- 2022: Lauchhammer – Tod in der Lausitz (Fernsehserie, 6 Folgen)
- 2023: Käthe und ich: Verbotene Liebe
- 2023: Wolfsland: Das schwarze Herz
- 2024: Polizeiruf 110: Der Dicke liebt
- 2024: Die geschützten Männer

## Hörspiele (Auswahl)
- 1995: Gesellschaftsspiel – Autor: Fjodor Michailowitsch Dostojewski – Regie: Werner Buhss und Gabriele Bigott
- 2004: Dickicht. Anpassung – Autor: Johannes Jansen – Regie: Kai Grehn
- 2004: Hoffmanniana – Autor: Andrej Tarkowskij – Regie: Kai Grehn
- 2007: Die Geschichte vom Franz Biberkopf – Autor: Alfred Döblin – Regie: Kai Grehn
- 2008: Jakob von Gunten – Autor: Robert Walser – Regie: Kai Grehn
- 2009: Das Holzschiff – Autor: Hans Henny Jahnn – Regie: Kai Grehn
- 2010: Schwarzer Hund. Weisses Gras – Autor: Kilian Leypold – Regie: Kai Grehn
- 2010: Kleiner Mann – was nun? – Autor: Hans Fallada – Regie: Irene Schuck
- 2015: Die vierzig Tage des Musa Dagh – Autor: Franz Werfel – Regie: Kai Grehn
- 2015: Radio-Tatort (Folge: Brändles Nichte) – Autor: Hugo Rendler – Regie: Mark Ginzler
- 2015: Tirza – Autor: Arnon Grünberg – Regie: Mark Ginzler
- 2015: Die Malaussène-Trilogie – Autor: Daniel Pennac – Regie: Philippe Bruehl
- 2017: Radio-Tatort (Folge: Volltreffer) – Autor: Hugo Rendler – Regie: Alexander Schuhmacher
- 2017: Radio-Tatort (Folge: Ende der Schonzeit) – Autor: Hugo Rendler – Regie: Alexander Schuhmacher
- 2017: Aus tiefster Not – Autoren: Matthias Eckoldt und Tatjana Rese – Regie: Uwe Schareck
- 2018: Sehnsucht – Autor: Camillo Boito – Regie: Kai Grehn